# Pampa Power
„Pampa Power. Rhein-Main schlägt zurück“ lautete der Name eines Konzerts der hessischen Rockszene, welches am 14. Juli 1984 im Stadion des FSV Frankfurt am Bornheimer Hang in Frankfurt am Main stattfand.

## Ursprünge
Zu Beginn der 1980er Jahre konstituierten sich in Hessen mehrere musikalische Gruppen, die Rockmusik mit zum großen Teil humorvollen Texten in hessischer Mundart vortrugen. Dabei handelt es sich mehrheitlich um den Rhein-Main-Regiolekt, der dem Standarddeutsch in Vokabular und Grammatik näher steht als den traditionellen hessischen Dialekten. Weithin jedoch wird dieser, auch „Fernseh-Hessisch“ genannte, Regiolekt als hessische Mundart wahrgenommen.
Heute bekannte Bands erschienen mit Namen wie Rodgau Monotones (Gründung 1977), Flatsch!, Die Crackers oder Hob Goblin.
Am 15. November 1983 fand in der Stadthalle Offenbach unter dem Namen „Rhein Main schlägt zurück“ ein Konzert mit Flatsch!, Rodgau Monotones und den Crackers statt. Diese Art der Musik wurde für alle ein überraschender Erfolg mit 3500 Besuchern, worauf auch die Radiosender aufmerksam wurden. So wurden Lieder wie „Ei gude, Wie“ oder „Erbarmen, die Hesse kommen“ von den Rodgau Monotones auch  deutschlandweit im Radio gespielt.
Als der Hessische Rundfunk ein ähnliches Konzert für sein Drittes Fernsehprogramm plante, wurden Diether Dehm von der Kulturinitiative e.V. und Ralf Scheffler, Mitinitiator jenes Offenbacher Konzerts und Geschäftsführer der Frankfurter Veranstaltungsstätte Batschkapp, mit der Organisation beauftragt. Auch hier sollten die bekannten Bands auftreten, dazu auch die noch unbekannten Gruppen Hob Goblin und Feinbein.
Da man jedoch zu Beginn seinen eigenen Erwartungen nicht traute, sollte noch ein „Top Act“ dazu gebucht werden. Hier fiel die Wahl auf den britischen Sänger Roger Chapman. Es stellte sich später heraus, dass dieser Star letztlich wenig maßgeblich zu dem Erfolg und dem ausverkauften Stadion (20.000 Karten) beigetragen hatte. So erinnert sich Scheffler, dass nach dem letzten Song der Rodgau Monotones und vor dem Auftritt Chapmans „die Hälfte nach Hause ging“.

## Das Konzert
Das Konzert fand am 14. Juli 1984 (ein Samstag) bei stark bewölktem Himmel und Regen unter dem Namen Pampa Power. Rhein Main schlägt zurück im Stadion des FSV Frankfurt statt. Das gesamte Konzert wurde live im dritten Fernsehprogramm des HR ausgestrahlt. Es begann um etwa 15:00 Uhr mit den ca. 30-minütigen Auftritten der Gruppen Feinbein und Hob Goblin, gefolgt von den seinerzeit bekannteren Bands Flatsch!, Die Crackers und Rodgau Monotones, die jeweils eine Stunde lang auftraten. Zum Schluss erschien Roger Chapman auf der Bühne, der bis in die dunklen Abendstunden hinein spielte.
Für die dort auftretenden Bands war dieses Konzert eine Wegmarke, die sie deutlich bekannter werden ließ, auch bundesweit.

## Namensgebung
Die geografische Bezeichnung einer dünnbesiedelten Graslandschaft in Südamerika, Pampa, steht in der deutschen Umgangssprache für eine an Kultur und Freizeitveranstaltungen ereignislose Region. Thematisiert wird das mit dem, 1983 auf dem Album „Fluchtpunkt Dudenhofen“ veröffentlichten, Lied namens „Pampa Power“ von den aus Rodgau stammenden Rodgau Monotones, in dem es um das authentischere Leben der Landbevölkerung außerhalb der Metropolen, hier Frankfurt, geht. Textauszug: „Und wenn sie in der Großstadt fragen: Was machen wir heut abend? Dann brennt hier draußen schon die Luft ! […] das ist die Pampa-Power. Ist zwar’n bisschen rauer, aber gut!“. 